# 文特沃思 (北卡羅萊納州)
文特沃思（英語：Wentworth）是一個位於美國北卡羅萊納州羅京安縣的城鎮。同時該地也是羅京安縣的縣治。

## 人口
根據2020年美國人口普查的數據，文特沃思的面積為36.93平方千米，當中陸地面積為36.76平方千米，而水域面積為0.17平方千米。當地共有人口2662人，而人口密度為每平方千米72人。